# Adenandra villosa
Adenandra villosa là một loài thực vật có hoa trong họ Cửu lý hương. Loài này được (P.J.Bergius) Licht. ex Schult. mô tả khoa học đầu tiên năm 1819.